# Józef Tadeusz Gawłowski
Józef Tadeusz Gawłowski (ur. 14 listopada 1926 w Ostrowcu Świętokrzyskim, zm. 13 grudnia 2009 w Krakowie) – polski architekt i projektant, profesor zwyczajny doktor inżynier architektury.

## Życiorys

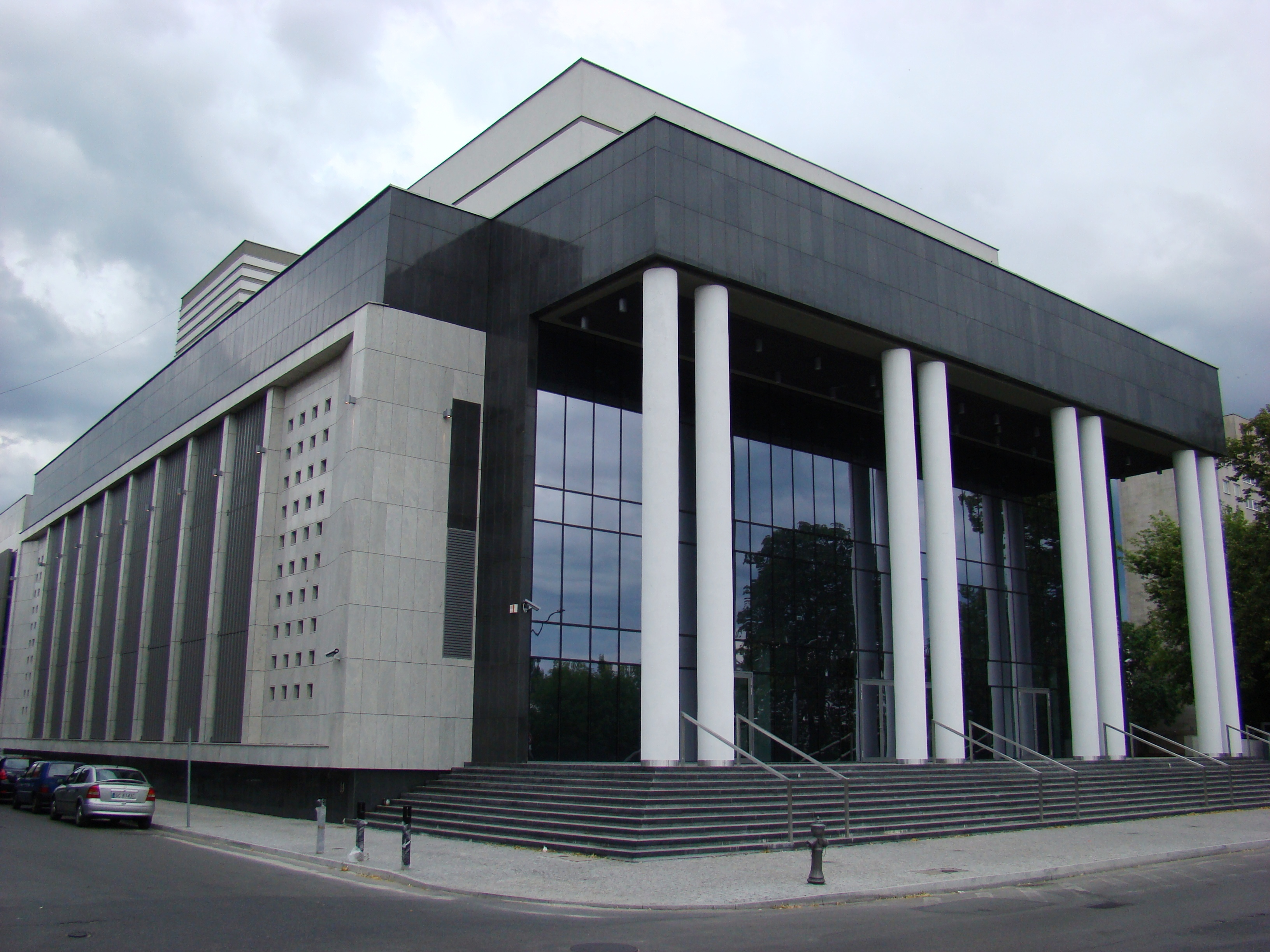
Filharmonia Częstochowska im. Bronisława Hubermana

W 1952 ukończył studia na Wydziale Architektury Politechniki Krakowskiej i rozpoczął pracę w krakowskim Biurze Projektów Przemysłu Skórzanego, gdzie tworzył projekty zakładów przemysłowych. W 1955 został zatrudniony w Pracowni Urbanistycznej Urzędu Miasta Krakowa, był członkiem zespołu projektującego rozbudowę Półwsi Zwierzynieckich, budowę osiedla Azory oraz pracował nad koncepcją architektoniczną powiązania Nowej Huty z zespołem urbanistycznym Krakowa. Równocześnie na wniosek prof. Juliusza Żórawskiego rozpoczął pracę dydaktyczną w Katedrze Architektury Przemysłowej Politechniki Krakowskiej. W 1964 uzyskał stopień doktora nauk technicznych, a sześć lat później otrzymał etat docenta w Katedrze Projektów Architektury Przemysłowej Politechniki Śląskiej. W tym samym roku równolegle rozpoczął pracę na Wydziale Malarstwa krakowskiej Akademii Sztuk Pięknych. W 1972 nawiązał współpracę z wiedeńskim Internationale Institut für Industrieplanung gdzie wykładał i wygłaszał referaty, następnie rozszerzył współpracę o udział w sekcji UIA – Working Places and Commercial Spaces w Wiedniu. W 1978 uzyskał tytuł profesora nadzwyczajnego i został dziekanem Wydziału Architektury Politechniki Śląskiej, którą to funkcję piastował przez dziewięć lat. Należał do grupy inicjatorów powstania Komisji Urbanistyki i Architektury Oddziału Polskiej Akademii Nauk w Katowicach, w latach 1980-1993 był jej przewodniczącym. Prof. Józef Tadeusz Gawłowski był również wykładowcą na uczelniach zagranicznych, w Wiedniu, Delfcie, Winterthur i Bratysławie. W 1988 został profesorem zwyczajnym, jedenaście lat później przeszedł w stan spoczynku. Pochowany na Cmentarzu Salwatorskim w Krakowie.

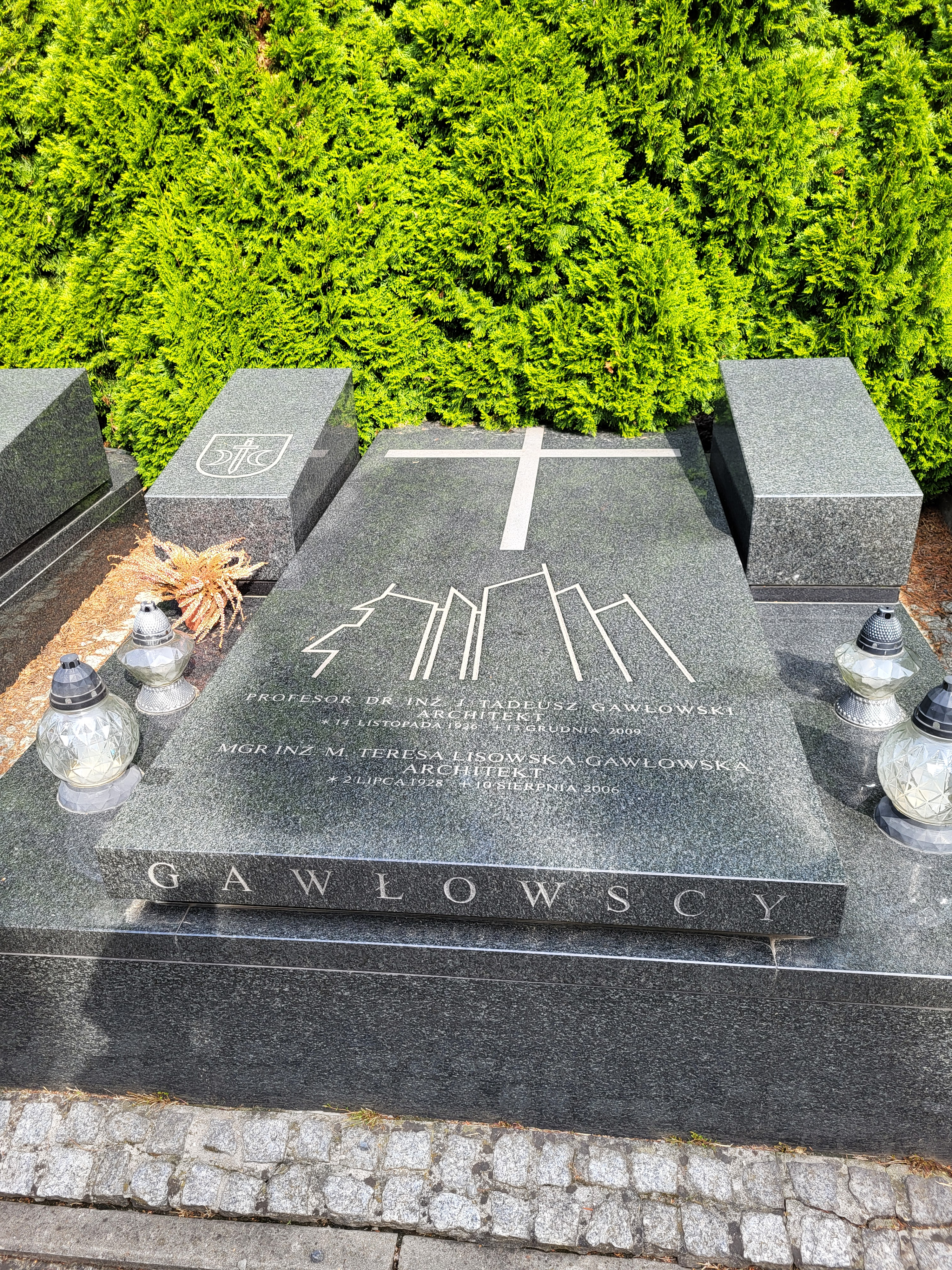
Grób Tadeusza Gawłowski na cmentarzu Salwatorskim

## Dorobek architektoniczny (wybrane)

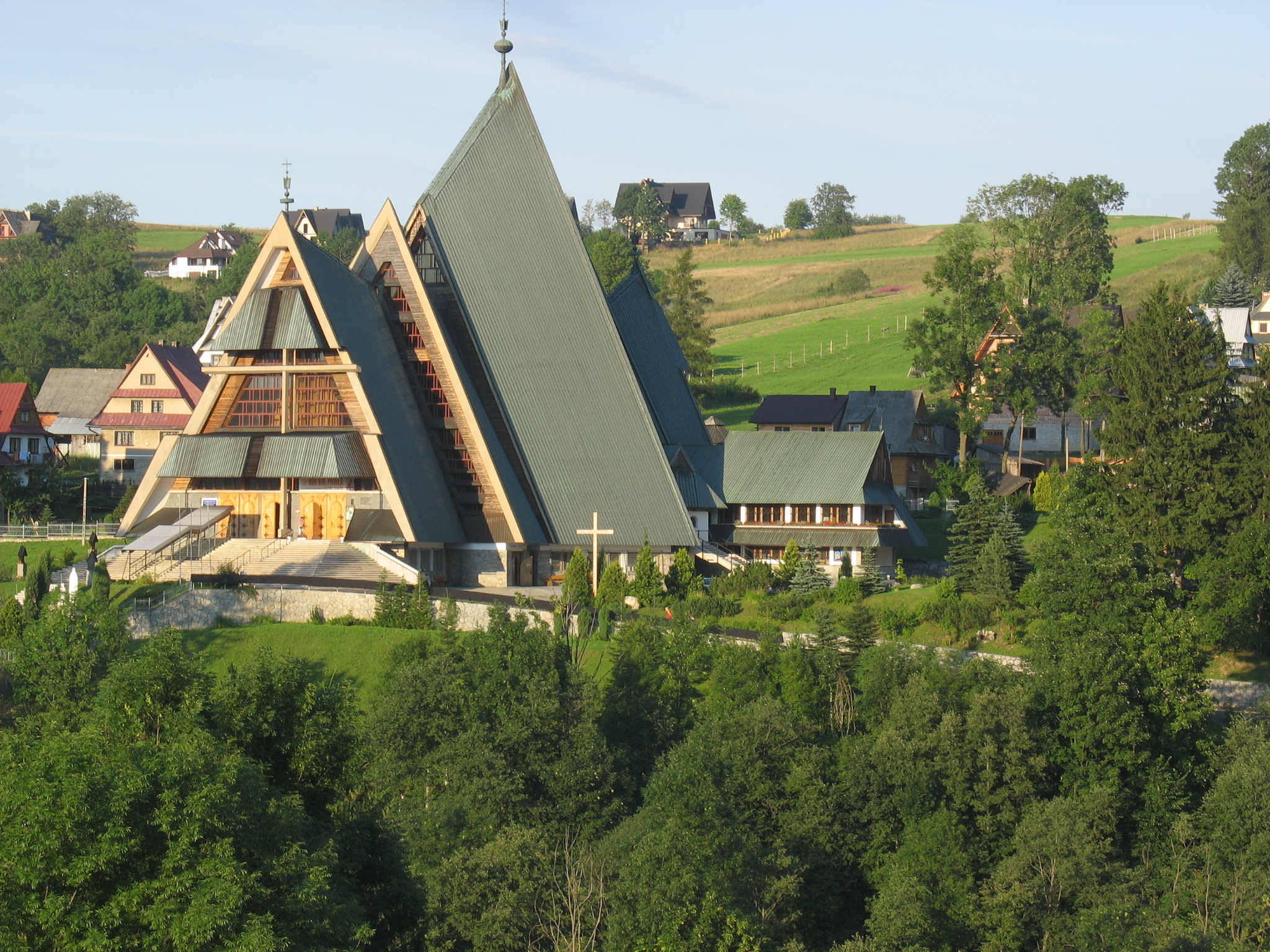
Sanktuarium Matki Bożej Objawiającej Cudowny Medalik w Zakopanem-Olczy

- Kombinat Przemysłu Skórzany w Nowym Targu;
- Zakłady Kamienia Budowlanego w Pińczowie;
- Filharmonia Częstochowska im. Bronisława Hubermana (współautor Teresa Lisowska-Gawłowska) – nagroda Ministra Budownictwa;
- projekt rozbudowy Półwsi Zwierzynieckich, budowy osiedla Azory oraz koncepcja architektoniczna powiązania Nowej Huty z zespołem urbanistycznym Krakowa;
- Kościół w Rudach-Rysiu (współautor Teresa Lisowska-Gawłowska) – nagroda artystyczna PAX;
- Budynki mieszkalne w Krakowie:
  - ulica Juliana Fałata 2/4;
  - ulica Smoleńsk 20 (dziś ulica Rotmistrza Zbigniewa Dunin-Wąsowicza);
  - ulica Senatorska 18A i 24;
- Sanktuarium MB Objawiającej Cudowny Medalik w Zakopanem-Olczy (współautor Teresa Lisowska-Gawłowska);
- Projekty studialne elektrowni cieplnych dla południowych regionów Polski;
- Konkurs międzynarodowy na Reichsbrücke w Wiedniu (z zespołem prof. Józefa Głomba) – udział w opracowaniu realizacyjnym;
- konkurs Polskiego Związku Inżynierów i Techników Budowlanych na Most Siekierkowski w Warszawie, z zespołem – I nagroda.

## Publikacje
- Rewolucja naukowo-humanistyczna, Wyd. Omega /1974/ (praca zbiorowa) – autorstwo rozdziału „Integracja nauk technicznych i humanistycznych”; * Modelowe układy zagospodarowania przestrzennego Górnego Śląska Wyd. Ossolineum (praca zbiorowa);
- Methods of Designing in Industrial Projects In the Region of Production Concentration tom: Industrial Architecture AT the Break to the 21st Century – Wiedeń /1983/;
- Geometrische und menschliche Optimum in Architectur Wyd, V.Š.T, Bratysława /1988/
- Energetyczne symulacje architektury, Kwartalnik KUiA Oddz. PAN Katowice /1989/;
- Wybrane zagadnienia projektowania zakładów przemysłowych Wyd. Pol. Śl. 1990 (praca zbiorowa pod red. Józefa Tadeusza Gawłowskiego i Elżbiety Niezabitowskiej);
- O twórczym poszukiwaniu współczesnych koncepcji architektury sakralnej w Polsce, Inżynieria i Budownictwo nr 4-5, 1991;
- Sacrum i architektura, Architektura i Biznes nr 5, 1992.

## Odznaczenia
Wielokrotnie otrzymywał nagrody Ministrów i Rektora Politechniki Ślląsiej, ponadto został odznaczony:
- Medalem SARP
- Złotym Krzyżem Zasługi
- Krzyżem Kawalerskim Orderu Odrodzenia Polski
- Medal 40-lecia Polski Ludowej[1]
- Medalem Komisji Edukacji Narodowej
- Złota Odznaka "Zasłużony dla województwa katowickiego"